# Nelly Miricioiu

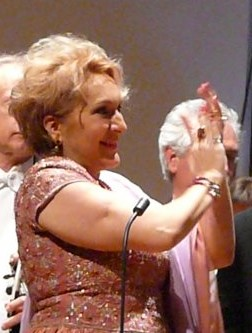
Nelly Miricioiu

Nelly Miricioiu (* 31. März 1952 in Adjud) ist eine rumänische Opernsängerin (Sopran).

## Leben
Nelly Miricioiu, die nach Nellie Melba benannt wurde, debütierte 1970 als Königin der Nacht in der Oper Die Zauberflöte von Wolfgang Amadeus Mozart in Bukarest. Anschließend wurde sie Ensemblemitglied der Oper in Brașov. 1981 verlegte sie ihren Wohnsitz nach London. Sie sang an der Scottish Opera sowie 1982 beim Festival in Edinburgh. 1982 gab sie auch als Nedda in Pagliacci von Ruggero Leoncavallo ihr Debüt an dem Royal Opera House in London. 
Sie machte sich vor allem einen Namen als Interpretin in teilweise vergessenen Werken des Belcanto, in Opern von Gaetano Donizetti, Gioachino Rossini, Vincenzo Bellini, Saverio Mercadante, Giovanni Pacini oder Giacomo Meyerbeer.
Sie trat an der Pariser Oper auf, in der Mailänder Scala, der Wiener Staatsoper, in der Arena von Verona, in San Francisco, Dallas, Philadelphia, Madrid, Rom, Montpellier, Hamburg, Frankfurt am Main, an der Deutschen Oper Berlin sowie an der Staatsoper Berlin und in Australien.
Heute ist Nelly Miricioiu hauptsächlich als Gesangspädagogin aktiv, etwa beim Jette Parker Young Artists Scheme in London, aber auch bei Meisterkursen in der ganzen Welt.

## CD-Aufnahmen
- Puccini: Tosca. Naxos
- Donizetti: Rosmonda d’Inghilterra. Opera Rara
- Donizetti: Roberto Devereux. Opera Rara
- Donizetti: Maria de Rudenz. Opera Rara
- Rossini: Ricciardo e Zoraide. Opera Rara
- Mercadante: Orazi e Curiazi. Opera Rara
- Mercadante: Emma d’Antiochia. Opera Rara
- Pacini: Maria regina d’Inghilterra. Opera Rara
- Respighi: La fiamma. Agora
- Mascagni: Cavalleria rusticana. Chandos
- Rossini Gala. Opera Rara
- Mercadante Rediscovered. Opera Rara
- Donizetti: Szenen und Ouvertüren. Opera Rara
- La Potenza d’ amore. Opera Rara
- Mercadante – Les Soirées Italiennes. Opera Rara
- Rossini: Three Tenors. Opera Rara
- Nelly Miricioiu. Etcetera
- Nelly Miricioiu – Bel Canto Portrait. Opera Rara
- Prinsengracht Concert. Van
- Live at the Concertgebouw. Challenge
- Recital at Wigmore Hall. Etcetera
- Nelly Miricioiu Live in Amsterdam. Vanguard